# Andrea Arcangeli

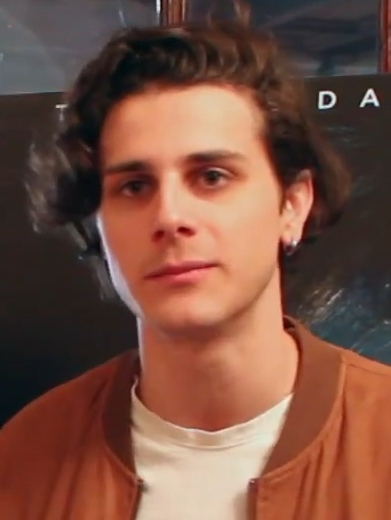
Andrea Arcangeli, 2017

Andrea Arcangeli (* 3. August 1993 in  Pescara) ist ein italienischer Film-, Fernseh- und Theaterschauspieler.

## Leben und Karriere
Arcangeli studierte an der Schauspielschule S.M.O. und gab 2009 sein professionelles Bühnendebüt. Im Jahr 2012 zog er nach Rom, um an der Universität La Sapienza Performing Arts zu studieren, und im selben Jahr spielte er eine kleinere Rolle in der TV-Serie Benvenuti a tavola - Nord vs Sud. Nach einigen Fernsehrollen gab er sein Filmdebüt in Marco Pontecorvos Tempo instabile con probabili schiarite.
Seine erste Filmhauptrolle spielte Arcangeli 2017 in Alessandro D’Alatris The Startup: Accendi il tuo futuro. Seinen Durchbruch hatte er dann im Jahr 2020 als Yemos in der Serie Romulus. Im Jahr 2021 spielte er den Fußballer Roberto Baggio in dem Netflix-Film Baggio: Das göttliche Zöpfchen.
Aus Arcangeli's Privatleben ist bekannt, dass er gerne Schlagzeug spielt und gelegentlich als DJ auftritt.

## Filmografie (Auswahl)
- 2014: Romeo and Juliet (Fernsehserie, 2 Folgen)
- 2014–2015: Fuoriclasse (Fernsehserie, 16 Folgen)
- 2015: Tempo instabile con probabili schiarite
- 2015–2016: Il paradiso delle signore (Fernsehserie, 11 Folgen)
- 2017: The Startup: Accendi il tuo futuro
- 2018: Trust (Fernsehserie, 4 Folgen)
- 2019: Domani è un altro giorno
- 2020–2022: Romulus (Fernsehserie, 13 Folgen)
- 2021: Baggio: Das göttliche Zöpfchen
- 2024: Das erste Omen